# مامادو سار
مامادو سار (انگلیسی: Mamadou Sarr؛ زادهٔ ۲۹ اوت ۲۰۰۵) بازیکن فوتبال اهل فرانسه است که در پست مدافع میانی بازی می‌کند.
وی همچنین در تیم‌های ملی فوتبال زیر ۱۷ سال فرانسه و زیر ۱۸ سال فرانسه بازی کرده است.

## افتخارات
چلسی
- جام جهانی باشگاه‌ها: ۲۰۲۵[۱]

زیر ۱۹ سال لیون
- Coupe Gambardella: ۲۰۲۲

زیر ۱۷ سال فرانسه
- جام ملت‌های اروپا زیر ۱۷ سال: ۲۰۲۲[۲]

زیر ۱۹ سال فرانسه
- UEFA European Under-19 Championship نایب قهرمان: ۲۰۲۴[۳]